# Narciarstwo alpejskie na Zimowych Igrzyskach Olimpijskich 1972
Konkurencje narciarstwa alpejskiego podczas Zimowych Igrzysk Olimpijskich 1972 w japońskim Sapporo rozgrywane były od 5 do 13 lutego 1972 roku. Konkurencje szybkościowe (zjazdy) rozegrano na stokach góry Eniwa, natomiast konkurencje techniczne odbyły się na stokach Teine. Były to jednocześnie 22. Mistrzostwa świata w narciarstwie alpejskim. Kombinacja alpejska rozegrana została tylko w ramach mistrzostw świata.

## Medaliści
| Konkurencja   | Złoto                     | Wynik   | Srebro                | Wynik   | Brąz             | Wynik   |
| Mężczyźni     |                           |         |                       |         |                  |         |
| Zjazd         | Bernhard Russi            | 1:51,43 | Roland Collombin      | 1:52,07 | Heinrich Messner | 1:52,40 |
| Slalom gigant | Gustav Thöni              | 3:09,62 | Edmund Bruggmann      | 3:10,75 | Werner Mattle    | 3:10,99 |
| Slalom        | Francisco Fernández Ochoa | 1:49,27 | Gustav Thöni          | 1:50,28 | Roland Thöni     | 1:50,30 |
| Kobiety       |                           |         |                       |         |                  |         |
| Zjazd         | Marie-Theres Nadig        | 1:36,68 | Annemarie Moser-Pröll | 1:37,00 | Susan Corrock    | 1:37,68 |
| Slalom gigant | Marie-Theres Nadig        | 1:29,90 | Annemarie Moser-Pröll | 1:30,75 | Wiltrud Drexel   | 1:32,35 |
| Slalom        | Barbara Cochran           | 1:31,24 | Danièle Debernard     | 1:31,26 | Florence Steurer | 1:32,69 |

## Wyniki

### Kobiety

#### Zjazd
| Miejsce | Zawodniczka           | Reprezentacja | Czas    | Strata |
| ------- | --------------------- | ------------- | ------- | ------ |
|         | Marie-Theres Nadig    | Szwajcaria    | 1:36,68 |        |
|         | Annemarie Moser-Pröll | Austria       | 1:37,00 | +0,32  |
|         | Susan Corrock         | USA           | 1:37,68 | +1,00  |
| 4.      | Isabelle Mir          | Francja       | 1:38,62 | +1,94  |
| 5.      | Rosi Speiser          | RFN           | 1:39,10 | +2,42  |
| 6.      | Rosi Mittermaier      | RFN           | 1:39,32 | +2,64  |
| 7.      | Bernadette Zurbriggen | Szwajcaria    | 1:39,49 | +2,81  |
| 8.      | Annie Famose          | Francja       | 1:39,70 | +3,02  |
| 9.      | Bernadette Rauter     | Austria       | 1:39,84 | +3,16  |
| 10.     | Marta Bühler          | Liechtenstein | 1:40,06 | +3,38  |

#### Slalom
| Miejsce | Zawodniczka           | Reprezentacja | Czas    | Strata |
| ------- | --------------------- | ------------- | ------- | ------ |
|         | Barbara Cochran       | USA           | 1:31,24 |        |
|         | Danièle Debernard     | Francja       | 1:31,26 | +0,02  |
|         | Florence Steurer      | Francja       | 1:32,69 | +1,45  |
| 4.      | Judy Crawford         | Kanada        | 1:33,95 | +2,71  |
| 5.      | Annemarie Moser-Pröll | Austria       | 1:34,03 | +2,79  |
| 6.      | Pamela Behr           | RFN           | 1:34,27 | +3,03  |
| 7.      | Monika Kaserer        | Austria       | 1:34,36 | +3,12  |
| 8.      | Patty Boydstun        | USA           | 1:35,59 | +3,35  |
| 9.      | Toril Førland         | Norwegia      | 1:35,76 | +3,52  |
| 9.      | Susan Corrock         | USA           | 1:35,76 | +3,52  |

#### Slalom gigant
| Miejsce | Zawodniczka           | Reprezentacja   | Czas    | Strata |
| ------- | --------------------- | --------------- | ------- | ------ |
|         | Marie-Theres Nadig    | Szwajcaria      | 1:29,90 |        |
|         | Annemarie Moser-Pröll | Austria         | 1:30,75 | +0,85  |
|         | Wiltrud Drexel        | Austria         | 1:32,35 | +2,45  |
| 4.      | Laurie Kreiner        | Kanada          | 1:32,48 | +2,58  |
| 5.      | Rosi Speiser          | RFN             | 1:32,56 | +2,66  |
| 6.      | Florence Steurer      | Francja         | 1:32,59 | +2,69  |
| 7.      | Divina Galica         | Wielka Brytania | 1:32,72 | +2,82  |
| 8.      | Britt Lafforgue       | Francja         | 1:32,80 | +2,90  |
| 9.      | Traudl Treichl        | RFN             | 1:33,08 | +3,18  |
| 10.     | Marta Bühler          | Liechtenstein   | 1:33,15 | +3,25  |

### Mężczyźni

#### Zjazd
| Miejsce | Zawodnik         | Reprezentacja | Czas    | Strata |
| ------- | ---------------- | ------------- | ------- | ------ |
|         | Bernhard Russi   | Szwajcaria    | 1:51,43 |        |
|         | Roland Collombin | Szwajcaria    | 1:52,07 | +0,64  |
|         | Heinrich Messner | Austria       | 1:52,40 | +0,97  |
| 4.      | Andreas Sprecher | Szwajcaria    | 1:53,11 | +1,68  |
| 5.      | Erik Håker       | Norwegia      | 1:53,16 | +1,73  |
| 6.      | Walter Tresch    | Szwajcaria    | 1:53,19 | +1,76  |
| 7.      | Karl Cordin      | Austria       | 1:53,32 | +1,89  |
| 8.      | Bob Cochran      | USA           | 1:53,39 | +1,96  |
| 9.      | Josef Loidl      | Austria       | 1:53,71 | +2,28  |
| 10.     | Marcello Varallo | Włochy        | 1:53,85 | +2,42  |

#### Slalom
| Miejsce | Zawodnik                  | Reprezentacja | Czas    | Strata |
| ------- | ------------------------- | ------------- | ------- | ------ |
|         | Francisco Fernández Ochoa | Hiszpania     | 1:49.27 |        |
|         | Gustav Thöni              | Włochy        | 1:50,28 | +1,01  |
|         | Roland Thöni              | Włochy        | 1:50,30 | +1,03  |
| 4.      | Henri Duvillard           | Francja       | 1:50,45 | +1,18  |
| 5.      | Jean-Noël Augert          | Francja       | 1:50,51 | +1,24  |
| 6.      | Eberardo Schmalzl         | Włochy        | 1:50,83 | +1,56  |
| 7.      | David Zwilling            | Austria       | 1:51,97 | +2,70  |
| 8.      | Edmund Bruggmann          | Szwajcaria    | 1:52,03 | +2,76  |
| 9.      | Tyler Palmer              | USA           | 1:52,05 | +2,78  |
| 10.     | Andrzej Bachleda-Curuś    | Polska        | 1:52,26 | +2,99  |

#### Slalom gigant
| Miejsce | Zawodnik               | Reprezentacja | Czas    | Strata |
| ------- | ---------------------- | ------------- | ------- | ------ |
|         | Gustav Thöni           | Włochy        | 3:09,62 |        |
|         | Edmund Bruggmann       | Szwajcaria    | 3:10,75 | +1,13  |
|         | Werner Mattle          | Szwajcaria    | 3:10,99 | +1,37  |
| 4.      | Alfred Hagn            | RFN           | 3:11,16 | +1,54  |
| 5.      | Jean-Noël Augert       | Francja       | 3:11,84 | +1,22  |
| 6.      | Max Rieger             | RFN           | 3:11,94 | +2,32  |
| 7.      | David Zwilling         | Austria       | 3:12,32 | +2,70  |
| 8.      | Reinhard Tritscher     | Austria       | 3:12,39 | +2,77  |
| 9.      | Alain Penz             | Francja       | 3:12,42 | +2,80  |
| 9.      | Andrzej Bachleda-Curuś | Polska        | 3:12,42 | +2,80  |

## Kombinacja

### Kobiety
| Miejsce | Zawodniczka           | Reprezentacja   | Wynik     |
| ------- | --------------------- | --------------- | --------- |
|         | Annemarie Moser-Pröll | Austria         | 25,64 pkt |
|         | Florence Steurer      | Francja         | 59,51 pkt |
|         | Toril Førland         | Norwegia        | 80,95 pkt |
| 4.      | Monika Kaserer        | Austria         | 82,71 pkt |
| 5.      | Laurie Kreiner        | Kanada          | 83,10 pkt |
| 6.      | Gina Hathorn          | Wielka Brytania | 86,39 pkt |

### Mężczyźni
| Miejsce | Zawodnik        | Reprezentacja | Wynik      |
| ------- | --------------- | ------------- | ---------- |
|         | Gustav Thöni    | Włochy        | 21,12 pkt  |
|         | Walter Tresch   | Szwajcaria    | 46,98 pkt  |
|         | Jim Hunter      | Kanada        | 86,41 pkt  |
| 4.      | Reto Barrington | Kanada        | 122,66 pkt |
| 5.      | Malcolm Milne   | Australia     | 134,70 pkt |
| 6.      | Virgil Brenci   | Rumunia       | 177,58 pkt |

## Klasyfikacja medalowa
Klasyfikacja nie uwzględnia wyników kombinacji.
| Miejsce | Państwo           | złoto | srebro | brąz | Razem |
| ------- | ----------------- | ----- | ------ | ---- | ----- |
| 1.      | Szwajcaria        | 3     | 2      | 1    | 6     |
| 2.      | Włochy            | 1     | 1      | 1    | 3     |
| 3.      | Stany Zjednoczone | 1     | 0      | 1    | 2     |
| 4.      | Hiszpania         | 1     | 0      | 0    | 1     |
| 5.      | Austria           | 0     | 2      | 2    | 4     |
| 6.      | Francja           | 0     | 1      | 1    | 2     |